# Amy Carlson
Amy Lynn Carlson (Glen Ellyn, Illinois, 7 de julio de 1968) es una actriz estadounidense, más conocida por haber interpretado a Alex Taylor en la serie Third Watch.

## Biografía
Es buena amiga de la actriz Jorja Fox.
Está casada con el bajista Syd Butler, con el que ha tenido dos hijos: Lyla Butler (octubre de 2006) y Nigel Butler (agosto de 2009).

## Carrera
Amy tiene su propia banda, Porridge, anteriormente llamada MSG. 
En 1993 se unió al elenco de la serie Another World, donde interpretó a la oficial de policía Josephine "Josie" Watts-Sinclair hasta 1998. En 1994 apareció como invitada en la serie The Untouchables, donde interpretó a la enfermera Hardy; anteriormente había aparecido por primera vez en la serie en 1993, cuando interpretó a una exprostituta durante los episodios "Pilot - Part 1" y "Cuba: Part 2".
En 2000 se unió al elenco principal de la segunda temporada de la serie Third Watch, donde interpretó a la paramédico y bombero Alexandra "Alex" Taylor hasta la cuarta temporada en 2003. En 2005 se unió al elenco de la serie Law & Order: Trial by Jury, donde dio vida a la abogada Kelly Gaffney hasta el final de la serie en 2006.
De 2010 a 2017 interpretó a la enfermera Linda Reagan en la serie Blue Bloods.

## Filmografía
Series de televisión
| Año         | Serie                                      | Personaje         | Notas                           |
| ----------- | ------------------------------------------ | ----------------- | ------------------------------- |
| 2010 - 2017 | Blue Bloods                                | Linda Reagan      | 95 episodios                    |
| 2010        | Fringe                                     | Maureen Donovan   | episodio "Unearthed"            |
| 2008        | Criminal Minds                             | Cece Hillenbrand  | episodio "Tabula Rasa"          |
| 2007        | NCIS: Naval Criminal Investigative Service | Karen Sutherland  | episodio "Corporal Punishment"  |
| 2005 - 2006 | Law & Order: Trial by Jury                 | Kelly Gaffney     | 13 episodios                    |
| 2004        | Law & Order                                | Collette Connolly | episodio "The Dead Wives Club"  |
| 2003        | Peacemakers                                | Katie Owen        | 9 episodios                     |
| 2000 - 2003 | Third Watch                                | Alex Taylor       | 60 episodios                    |
| 2002        | ER                                         | Alex Taylor       | episodio "Brothers and Sisters" |
| 2000        | Law & Order: Special Victims Unit          | Patricia Andrews  | episodio "Asunder"              |
| 2000        | CSI: Crime Scene Investigation             | Kate Armstrong    | episodio "Friends & Lovers"     |
| 2000        | Falcone                                    | -                 | episodio "Windows"              |
| 2000        | NYPD Blue                                  | Lisa Marantz      | episodio "Along Came Jones"     |
| 1999        | St. Michael's Crossing                     | Kelly McGloin     | -                               |
| 1999        | Get Real                                   | Doctora Sedgwick  | 4 episodios                     |
| 1999        | Martial Law                                | Cassie McGill     | episodio "Big Trouble"          |
| 1993 - 1998 | Another World                              | Josie Watts       | 46 episodios                    |
| 1994        | The Untouchables                           | Enfermera Hardy   | episodio "Mind Games"           |
| 1993        | Missing Persons                            | Helena Brusich    | 3 episodios                     |

Películas
| Año  | Título | Personaje          | Notas |
| ---- | ------ | ------------------ | --- |
| 2014 | Hits   | Christina Casserta | junto a James Adomian, Matty Blake, Wyatt Cenac, Michael Cera, Jake Cherry, Danny Flaherty y Meredith Hagner |

## Premios y nominaciones
| Año  | Categoría                                                                                         | Premio                  | Serie         | Resultado |
| ---- | ------------------------------------------------------------------------------------------------- | ----------------------- | ------------- | --------- |
| 2004 | Fictional Television Drama (junto a Richard Heus, Jean de Segonzac, Tom Berenger y Peter O'Meara) | Bronze Wrangler Award   | Peacemakers   | Ganadores |
| 1998 | Outstanding Supporting Actress in a Drama Series                                                  | Daytime Emmy Award      | Another World | Nominada  |
| 1997 | Hottest Romance (junto a Timothy Gibbs)                                                           | Soap Opera Digest Award | Another World | Nominados |
| 1995 | Outstanding Female Newcomer                                                                       | Soap Opera Digest Award | Another World | Nominada  |